# 聖務会院

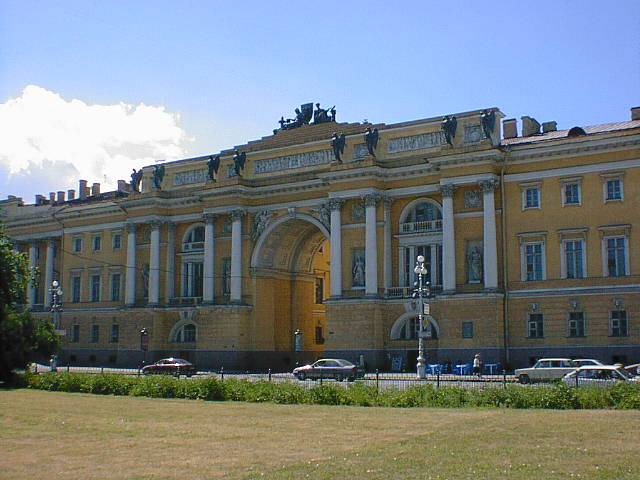
サンクトペテルブルクにある旧聖務会院本部

聖務会院（せいむかいいん、ロシア語: Святейший Правительствующий Синод, 英語: Most Holy Governing Synod）とは、1721年にモスクワ総主教庁が廃止されてから、1918年にモスクワ総主教庁が復活するまでの間、ロシア正教会を統括する最高機関であった組織。聖務会院の管轄範囲は教会の全ての問題に及び、世俗の領域の一部にまで及んだ。
モスクワ総主教が不在であった1700年から1917年を、ロシア正教会史では"Синодальный период"（聖務会院時代）と呼ぶ（聖務会院設置年の1721年からに「聖務会院時代」の呼び名を限定する場合もある）。

## 訳語
日本語では宗務院とも訳されたり、単に「シノド」と片仮名で転写されて呼ばれたりする例も散見される。
ただし「シノド」「聖シノド」は普通名詞であって、本項で扱う聖務会院のみを意味する用語ではないことに注意が必要である。「シノド」が何を意味しているかは、文脈に左右される。

## 概要
聖務会院はピョートル1世によって1721年1月25日、ピョートル大帝による教会改革の一環として設置された。その設置に伴い、総主教庁は廃止された。聖務会院は教会側の人間と、教会に関係のない皇帝から任命された人間によって構成された。この中にはサンクトペテルブルク府主教、モスクワ府主教、キエフ府主教、グルジアのエクザルフが居た。当初は12人の教会側のメンバーがいたが、この数は歴代皇帝達によってしばしば変更された。
ツァーリの絶対権力の下に置かれ世俗の人間も含んだ聖務会院によって教会を統括するシステムは、ピョートル1世の西欧視察によって英国国教会とドイツのプロテスタント教会に範が求められたものであり、正教会に前例の無い存在であった。このためロシア正教会も含めた現代の正教会からは、ピョートル1世およびその教会改革と、その結果生み出された聖務会院に対する評価は著しく低い。
聖職者・信徒の別を問わず改革への志向がロシア正教会で高まっていた20世紀初頭において、聖務会院総裁であるコンスタンチン・ポベドノスツェフ（俗人の官僚）はモスクワ総主教座の復活をはじめとした教会の改革に否定的姿勢をもって臨み、このことがロシア正教会の改革が遅れる原因ともなった。